# Live After Death
Albums de Iron Maiden
Powerslave
(1984) Somewhere in Time
(1986)
Singles
1. Running Free (live)
Sortie : 13 septembre 1985
2. Run to the Hills (live)
Sortie : 2 décembre 1985

Live After Death est le premier album live - si l'on excepte les maxis 45 tours - du groupe de heavy metal britannique Iron Maiden, sorti le 14 octobre 1985. Il a été enregistré lors du World Slavery Tour, tournée promotionnelle de l'album Powerslave, les 14, 15, 16 et 17 mars 1985 à la Long Beach Arena (Californie, USA). Toutefois la quatrième face du vinyle a été enregistrée à l'Hammersmith Odeon de Londres.
La VHS Live After Death a été enregistrée à Long Beach Arena, mais à une date unique, différente de l'album. Elle se conclut avec le titre Sanctuary qu'on ne retrouve ni sur le CD ni sur le LP. Juste avant Sanctuary, Bruce Dickinson se vante de remplir 4 soirs le Long Beach Arena sans passer sur MTV.

## Pochette de l'album
La double pochette, qui s'apprécie mieux dans la version vinyle, est un des sommets de leur illustrateur attitré de l'époque, Derek Riggs. Il dépeint la renaissance de leur mascotte Eddie qui s'extrait de sa tombe. L'illustration fourmille de détails qui ne parlent qu'aux fans. On peut noter cependant la citation de La Cité sans nom (The Nameless City) publié en 1921 du romancier fantastique américain H. P. Lovecraft sur la pierre tombale :

« That is not dead which can eternal lie

Yet with strange aeons even death may die. »

La citation originelle exacte est "And with strange..." au lieu de "Yet with strange...".

## Intro
L'intro précédant Aces High est un extrait du discours du premier ministre britannique Winston Churchill prononcé à la Chambre des communes le 4 juin 1940 :

« ... We shall go on to the end, we shall fight in France, we shall fight on the seas and oceans, we shall fight with growing confidence and growing strength in the air, we shall defend our Island, whatever the cost may be, we shall fight on the beaches, we shall fight on the landing grounds, we shall fight in the fields and in the streets, we shall fight in the hills; we shall never surrender.... »

## Liste des titres

### Édition LP
| 1. | Winston Churchill speech (extrait du discours de Churchill en juin 1940) | Winston Churchill              | 1:09 |
| 2. | Aces High                                                                | Steve Harris                   | 4:07 |
| 3. | 2 Minutes to Midnight (de "Powerslave", 1984)                            | Adrian Smith / Bruce Dickinson | 5:52 |
| 4. | The Trooper (de "Piece of Mind", 1983)                                   | Harris                         | 3:59 |
| 5. | Revelations (de "Piece of Mind", 1983)                                   | Dickinson                      | 5:59 |
| 6. | Flight of Icarus (de "Piece of Mind", 1983)                              | Smith / Dickinson              | 3:21 |

| 1. | Rime of the Ancient Mariner (de "Powerslave", 1984)          | Harris    | 13:03 |
| 2. | Powerslave (de "Powerslave", 1984)                           | Dickinson | 7:06  |
| 3. | The Number of the Beast (de "The Number of the Beast", 1982) | Harris    | 4:48  |

| 1. | Hallowed Be Thy Name (de "The Number of the Beast", 1982) | Harris                | 7:17 |
| 2. | Iron Maiden (de "Iron Maiden", 1980)                      | Harris                | 4:11 |
| 3. | Run to the Hills (de "The Number of the Beast", 1982)     | Harris                | 3:52 |
| 4. | Running Free** (de "Iron Maiden", 1980)                   | Harris / Paul Di'Anno | 8:1  |

| 1. | Wrathchild (de "Killers", 1981)                             | Harris                     | 2:54 |
| 2. | 22 Acacia Avenue (de "The Number of the Beast", 1982)       | Harris / Smith             | 6:04 |
| 3. | Children of the Damned (de "The Number of the Beast", 1982) | Harris                     | 4:19 |
| 4. | Die With Your Boots On (de "Piece of Mind", 1983)           | Dickinson / Harris / Smith | 4:51 |
| 5. | Phantom of the Opera (de "Iron Maiden, 1980)                | Harris                     | 7:01 |

### Réédition CD
| 1.  | Winston Churchill speech / Aces High (de "Powerslave", 1984) | Winston Churchill / Steve Harris | 5:29  |
| 2.  | 2 Minutes to Midnight (de "Powerslave", 1984)                | Adrian Smith / Bruce Dickinson   | 6:06  |
| 3.  | The Trooper (de "Piece of Mind", 1983)                       | Harris                           | 4:28  |
| 4.  | Revelations (de "Piece of Mind", 1983)                       | Dickinson                        | 6:11  |
| 5.  | Flight of Icarus (de "Piece of Mind", 1983)                  | Smith / Dickinson                | 3:49  |
| 6.  | Rime of the Ancient Mariner (de "Powerslave", 1984)          | Harris                           | 13:09 |
| 7.  | Powerslave (de "Powerslave", 1984)                           | Dickinson                        | 7:34  |
| 8.  | The Number of the Beast (de "The Number of the Beast", 1982) | Harris                           | 4:35  |
| 9.  | Hallowed Be Thy Name (de "The Number of the Beast", 1982)    | Harris                           | 7:31  |
| 10. | Iron Maiden (de "Iron Maiden", 1980)                         | Harris                           | 4:21  |
| 11. | Run to the Hills (de "The Number of the Beast", 1982)        | Harris                           | 3:51  |
| 12. | Running Free** (de "Iron Maiden", 1980)                      | Harris / Paul Di'Anno            | 8:43  |

| 1. | Wrathchild (de "Killers", 1981)                             | Harris                     | 3:07 |
| 2. | 22 Acacia Avenue (de "The Number of the Beast", 1982)       | Harris / Smith             | 6:19 |
| 3. | Children of the Damned (de "The Number of the Beast", 1982) | Harris                     | 4:37 |
| 4. | Die With Your Boots On (de "Piece of Mind", 1983)           | Dickinson / Harris / Smith | 5:13 |
| 5. | Phantom of the Opera (de "Iron Maiden, 1980)                | Harris                     | 7:23 |

Bien que présentes sur les versions vinyles et sur certaines versions cassettes, ces chansons n'étaient pas incluses dans la première édition CD. Il fallut attendre la réédition de 1998 pour enfin voir l'édition d'un double CD.
La première version CD de Running Free est réduite de 8 min 43 s à 3 min 16 s par la suppression de l'échange avec le public.

## Réédition DVD
La vidéo VHS du Live After Death est rééditée dans le coffret DVD publié le 4 février 2008 pour accompagner la nouvelle tournée Somewhere Back in Time World Tour.

### Liste des titres (DVD 1)
Le premier disque reprend la vidéo VHS.
1. Intro (Churchill's speech)
2. Aces High
3. Two Minutes to Midnight
4. The Trooper
5. Revelations
6. Flight of Icarus
7. Rime of the Ancient Mariner
8. Powerslave
9. The Number of the Beast
10. Hallowed Be Thy Name
11. Iron Maiden
12. Run to the Hills
13. Running Free
14. Sanctuary

### Liste des titres (DVD 2)
Le second disque comprend plusieurs séquences :
1. Documentary - Part 2 (60 min) : documentaire qui fait suite à celui publié dans le coffret DVD The Early Days
2. Réédition augmentée de la VHS Behind the Iron Curtain (57 min) : tournée en Europe de l'Est au début du World Slavery Tour qui ne faisait que 35 min dans son édition originale
3. Live Footage - Rock in Rio '85 : L'intégrale de la première partie d'Iron Maiden avant le concert de Queen avec Aces High, Two Minutes to Midnight, The Trooper, Revelations, Powerslave, Iron Maiden, Run to the Hills et Running Free
4. Ello Texas (15 min) : tournage rare d'Iron Maiden à Alamo en 1983
5. Artwork Gallery : informations sur le World Slavery Tour
6. Clips promotionnels d'Aces High et de 2 Minutes to Midnight

## Musiciens
- Bruce Dickinson : chant, guitare sur Revelations
- Dave Murray : guitare
- Adrian Smith : guitare, chœurs
- Steve Harris : basse, chœurs
- Nicko McBrain : batterie

## Charts et certifications
| Pays             | Durée du classement | Meilleur classement |
| ---------------- | ------------------- | ------------------- |
| Allemagne        | 20 semaines         | 10e                 |
| Canada           | 15 semaines         | 24e                 |
| États-Unis       | 22 semaines         | 19e                 |
| Finlande         | 1 semaine           | 28e                 |
| France           | 2 semaines          | 18e                 |
| Italie           | 1 semaine           | 64e                 |
| Norvège          | 10 semaines         | 13e                 |
| Nouvelle-Zélande | 5 semaines          | 16e                 |
| Pays-Bas         | 15 semaines         | 8e                  |
| Portugal         | 2 semaines          | 42e                 |
| Royaume-Uni      | 14 semaines         | 2e                  |
| Suède            | 4 semaines          | 8e                  |
| Suisse           | 1 semaine           | 26e                 |

| Pays        | Certification | Ventes      | Date       |
| ----------- | ------------- | ----------- | ---------- |
| Allemagne   | Or            | 250 000 +   | 1993       |
| Autriche    | Or            | 25 000 +    | 04/07/2000 |
| Canada      | 2 × Platine   | 200 000 +   | 12/10/2006 |
| États-Unis  | Platine       | 1 000 000 + | 17/06/1991 |
| Royaume-Uni | Or            | 1 000 000 + | 01/11/1985 |

### Singles
| Année | Single                  | Chart            | Durée du classement | Position |
| ----- | ----------------------- | ---------------- | ------------------- | -------- |
| 1985  | Running Free (live)     | UK Singles Chart | 6 semaines          | 19e      |
| 1985  | Run To the Hills (live) | UK Singles Chart | 6 semaines          | 26e      |